# TV 방자전
《TV 방자전》은 2011년 11월 5일부터 2011년 11월 26일까지 채널CGV에서 방영한 드라마이다.

## 등장 인물

### 주요 인물
- 이선호 : 방자 역 (소년 정예찬)
- 여현수 : 몽룡 역 (소년 나규민 / 중년 박민희)
- 이은우 : 춘향 역
- 민지현 : 향단 역 (중년 서이숙)
- 윤기원 : 변사또 역
- 이아현 : 월매 역

### 그 외
- 이무영 : 이대감 역
- 김진선 : 월화 역
- 여민정 : 월란 역
- 김정석 : 이방 역
- 이상훈 : 호방 역
- 이태림 : 예방 역
- 이재형 : 말선생 역
- 강용구 : 집사 역
- 이봐 : 개똥이 역
- 이진환 : 머슴곱추 역
- 윤상철 : 형방 역
- 김주년 : 공방 역
- 이희곤 : 병방 역
- 김도연 : 아낙네 역
- 한철우 : 광천 역
- 강수민 : 부엌 여인 역
- 김미림 : 대나무밭 여인 역
- 배한성 : 성 대감 역
- 송용호 : 가마꾼 역
- 봉만대 : 벽보 백성 역
- 박대희 : 십 역
- 김효균 : 옆사람 역
- 서범식 : 사내 1 역
- 송삼동 : 사내 2 역
- 김승필 : 사내 3 역
- 김서경 : 포졸 1 역
- 정재호 : 포졸 2 역
- 박성인 : 포졸 3 역
- 박세준 : 포졸 4 역
- 지현 : 기녀 1 역
- 희진 : 기녀 2 역
- 이영숙 : 기녀 3 역
- 이은영 : 소리꾼 역
- 김민서 : 고수 역
- 채시완 : 가난한 양반 역
- 이병길 : 갓쓴 중인 역
- 정수환 : 어린 몽운 역
- 윤옥주 : 가야금 대역
- 김탁호 : 방자 대역